# José Naranjo
José Naranjo (La Experiencia, 16 marzo 1926 – Guadalajara, 13 dicembre 2012) è stato un calciatore messicano, di ruolo attaccante.